# Pernes-les-Fontaines
Pernes-les-Fontaines è un comune francese di 10 666 abitanti situato nel dipartimento della Vaucluse della regione della Provenza-Alpi-Costa Azzurra. Fino alla seconda metà del XIV secolo condivise con Carpentras la capitalità del Contado Venassino. Nella cittadina nacque il celebre oratore Esprit Fléchier (1632-1710).

## Società

### Evoluzione demografica
Abitanti censiti